# De Ruyge Akker
De Ruyge Akker is een achttiende-eeuwse langhuisboerderij en rijksmonument aan de Eigendomweg 151 in Soest. 
Het boerderijtje werd in 1974 verbouwd tot woonhuis, waarbij alle vensters en deuren werden vervangen. Ook werd er een bruin geteerde schuurberg bij geplaatst. Om de witgepleisterde boerderij met halfronde stalraampjes is een siertuin.

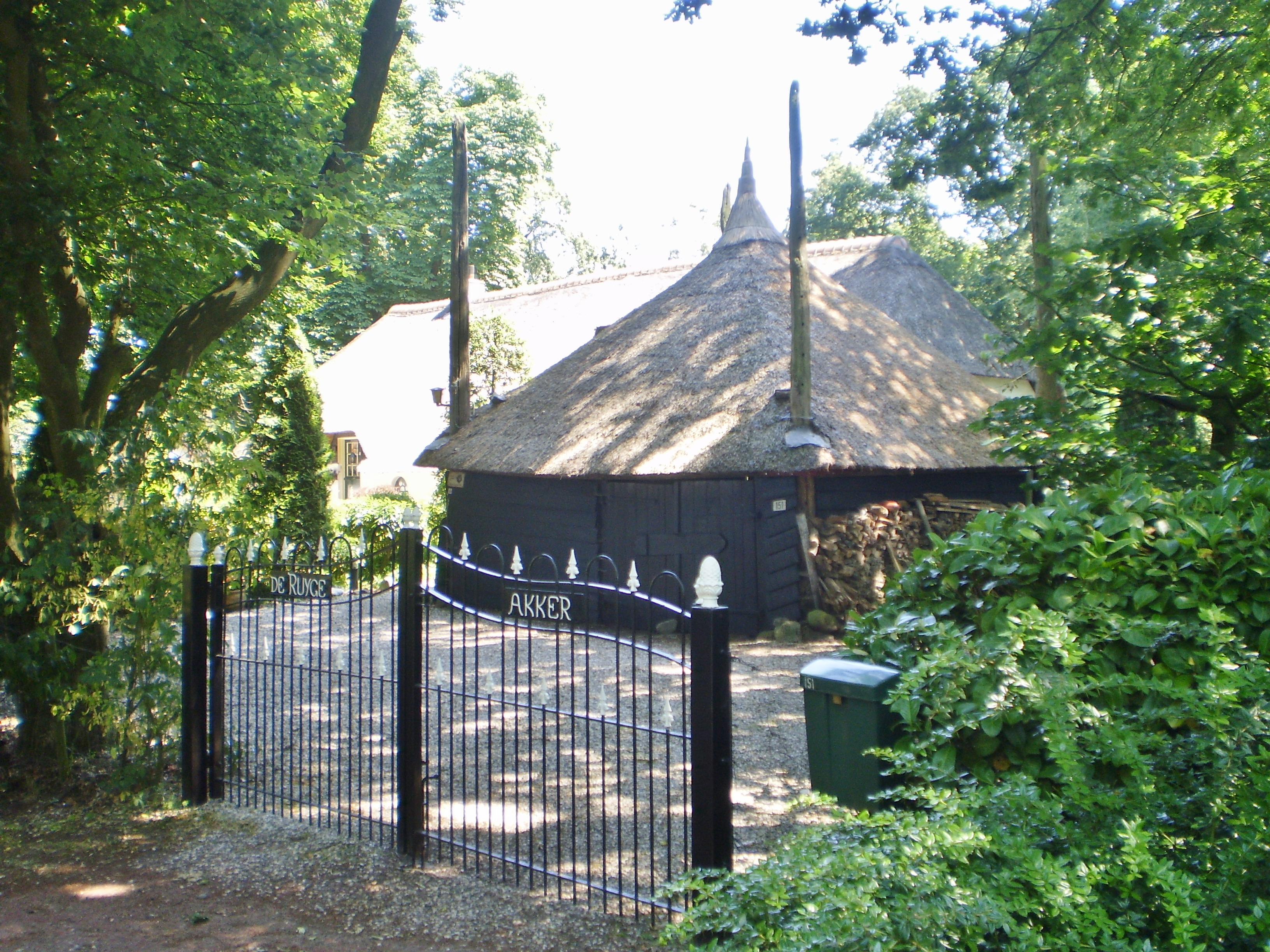
Achterzijde
De Ruyge Akker